# Подбородочная мышца
Подбородочная мышца (лат. Musculus mentalis) начинается рядом с мышцей, опускающей нижнюю губу от альвеолярного пенцела резцов нижней челюсти, направляется вниз и вплетается в кожу подбородка.

## Функция
Поднимает кверху кожу подбородка, причём на ней образуются небольшие и в то же время большие ямочки, и подаёт кверху нижнюю губу, придавливая её к верхней.